# Мори, Тинацу
Тинацу Мори (яп. 森 千夏; 20 мая 1980, Эдогава — 9 августа 2006, Токио) — японская легкоатлетка, специалистка по толканию ядра. Выступала за сборную Японии по лёгкой атлетике в 1999—2004 годах, обладательница серебряной и бронзовой медалей чемпионатов Азии, трёхкратная чемпионка страны, действующая рекордсменка Японии в толкании ядра, участница летних Олимпийских игр в Афинах.

## Биография
Тинацу Мори родилась 20 мая 1980 года в специальном районе Эдогава, Токио.
Проходила подготовку в Хамамацу, выступала за легкоатлетический клуб компании Suzuki.
Впервые заявила о себе в лёгкой атлетике на международной арене в сезоне 1999 года, когда вошла в состав японской национальной сборной и побывала на юниорском азиатском первенстве в Сингапуре, откуда привезла награду бронзового достоинства, выигранную в зачёте толкания ядра.
В 2000 году, ещё будучи студенткой Университета Кокусикан, установила национальный рекорд Японии в толкании ядра, который впоследствии улучшала семь раз. На чемпионате Азии в Джакарте с результатом 16,38 метра выиграла серебряную медаль.
В 2001 году впервые стала чемпионкой Японии в толкании ядра, прервав победную серию своей главной конкурентки Ёко Тоёнаги.
В 2002 году была пятой на Азиатских играх в Пусане.
В 2003 году вновь стала чемпионкой Японии. Отметилась выступлением на чемпионате мира в Париже (16,86) и на чемпионате Азии в Маниле (17,80) — во втором случае завоевала бронзовую награду.
В 2004 году в третий раз получила японский национальный титул, на соревнованиях в Хамамацу показала свой наивысший результат в карьере — 18,22 метра, который до настоящего времени остаётся действующим национальным рекордом страны. Выполнив олимпийский квалификационный норматив, удостоилась права представлять Японию на летних Олимпийских играх в Афинах — стала первой за последние 40 лет японской толкательницей ядра, сумевшей попасть на Олимпиаду. В итоге на предварительном квалификационном этапе показала результат 15,86 метра и в финал не вышла.
Вскоре после Олимпийских игр Мори диагностировали тяжёлую форму рака аппендикса, и ей пришлось завершить спортивную карьеру. 9 августа 2006 года она умерла в одной из больниц Токио в возрасте 26 лет.